# Anogcodes coarctatus
Anogcodes coarctatus (лат.) — вид жуков-узконадкрылок.

## Распространение
Распространён в Европе, Малой Азии, Монголии, на полуострове Корея и в Японии (острова Хоккайдо и Хонсю). В России распространён в европейской части, в Хабаровском и Приморском краях, Амурской и Сахалинской областях и в Сибири.

## Описание
Узконадкрылка длиной от 9 до 12,5 мм. Тело имеет бронзовую, синюю или зелёную окраску, с металлическим отблеском; ротовые части рыже-бурые; усики и отчасти лапки чёрно-бурые; переднеспинка и брюшко самца красно-бурые. Надкрылья покрыты тонкими морщинками и точками, по направлению назад не очень сильно суженные, имеют три жилки, наружная из них очень сильно выраженная, внутренняя заметно не доходит до вершины надкрылий. Средние и задние тазики, а также задние бёдра самцов перед вершиной несут зубцы.